# Copa da Liga Escocesa 1981–82
A Copa da Liga Escocesa de 1981-82 foi a 36º edição do segundo mais importante torneio eliminatório do futebol da Escócia. O campeão foi o Rangers F.C., que conquistou seu 11º título na história da competição ao vencer a final contra o Dundee United pelo placar de 2 a 1.

## Premiação
| Copa da Liga Escocesa de 1981-82  |
| Escócia                           |
| --------------------------------- |
| Rangers F.C. Campeão (11º título) |